# Bill Sharkey's Last Game
Bill Sharkey's Last Game é um filme mudo do gênero faroeste em curta metragem norte-americano, dirigido por D. W. Griffith em 1909, e produzido pela Biograph Company. Foi o primeiro filme do ator Harry Carey.

## Elenco
- Harry Carey